# Henry Grace
Henry Grace (Kern, 20 marzo 1907 – Los Angeles, 16 settembre 1983) è stato uno scenografo statunitense.

## Biografia
Ha vinto l'Oscar alla migliore scenografia nel 1959 (condiviso con Cedric Gibbons, Randall Duell e Edwin B. Willis) per Gigi. Ha inoltre ricevuto altre 13 candidature al premio Oscar, sempre nella stessa categoria: nel 1956, 1960, 1961, 1963 (tripla), 1964 (doppia), 1965 (doppia), 1966 e 1967.

## Filmografia parziale
- Malesia (Malaya), regia di Richard Thorpe (1949)
- La costola di Adamo (Adam's Rib), regia di George Cukor (1949)
- L'indossatrice (A Life of Her Own), regia di George Cukor (1950)
- Il figliuol prodigo, regia di Richard Thorpe (1955)
- Il seme della violenza (1955)
- Qualcuno verrà (Some Came Running), regia di Vincente Minnelli (1958)
- Gigi, regia di Vincente Minnelli (1958)
- Intrigo internazionale (North by Northwest), regia di Alfred Hitchcock (1959)
- Vatussi, regia di Kurt Neumann (1959)
- Cimarron, regia di Anthony Mann (1960)
- Susanna agenzia squillo (Bells Are Ringing), regia di Vincente Minnelli (1960)
- Uno scapolo in paradiso (Bachelor in Paradise), regia di Jack Arnold (1961)
- La ragazza più bella del mondo, regia di Charles Walters (1962)
- Venere in pigiama, regia di Michael Gordon (1962)
- Rodaggio matrimoniale (Period of Adjustment), regia di George Roy Hill (1962)
- Gli ammutinati del Bounty, regia di Lewis Milestone (1962)
- La conquista del West (How the West Was Won), regia di John Ford, Henry Hathaway e George Marshall (1962)
- Avventura nella fantasia, regia di Henry Levin e George Pal (1962)
- La notte del delitto, regia di Boris Sagal (1963)
- I guai di papà, regia di Jack Arnold (1964)
- Tempo di guerra, tempo d'amore, regia di Arthur Hiller (1964)
- Incontro al Central Park, regia di Guy Green (1965)
- Una donna senza volto, regia di Delbert Mann (1966)